# پکا دی سرال
پکا دی سرال (به انگلیسی: Pakka Di Saral) یک منطقهٔ مسکونی در پاکستان است که در اسلام‌آباد واقع شده‌است. پکا دی سرال ۱۱۷٬۵۳۵ نفر جمعیت دارد و ۴۴۱ متر بالاتر از سطح دریا واقع شده‌است.